# Ugo De Santis
Ugo De Santis (6 febbraio 1921 – 22 maggio 2017) è stato un politico e partigiano italiano.

## Biografia
Ragioniere, prese parte alla Resistenza come combattente e fu attivo politicamente nelle file della Democrazia Cristiana. Venne eletto per la prima volta al consiglio comunale di Ascoli Piceno nel 1951. Fu riconfermato altre sei volte, rimanendo consigliere continuativamente in tutte le legislature del comune fino al 1981, ricoprendo varie volte anche la carica di assessore.
Nel luglio 1980, in seguito alla crisi comunale che aveva visto le dimissioni del sindaco Luigi De Santis, a causa dello scandalo di tangenti per il piano regolatore di Monticelli, venne eletto sindaco di Ascoli Piceno a capo di una giunta monocolore democristiana, con il sostegno di Antonio Grilli, Pasqualino Amodeo e Giuseppe Frascarelli, tre indipendenti di destra che avevano fatto parte del Movimento Sociale Italiano. Ciò portò malumori all'interno dell'esecutivo, che cessò il mandato nell'agosto 1981 con le dimissioni di massa della giunta.
Ritiratosi dalla vita politica al termine dell'esperienza da sindaco, fu per quarant'anni presidente dell'Anffas. Morì il 22 maggio 2017.